# Kwong Lye
Kwong Lye es un deportista malasio que compitió en taekwondo. Ganó una medalla de plata en el Campeonato Asiático de Taekwondo de 1976, en la categoría de –63 kg.

## Palmarés internacional
| Campeonato Asiático | Campeonato Asiático   | Campeonato Asiático | Campeonato Asiático |
| Año                 | Lugar                 | Medalla             | Categoría           |
| ------------------- | --------------------- | ------------------- | ------------------- |
| 1976                | Melbourne (Australia) | Medalla de plata    | –63 kg              |